# Торо
Вижте пояснителната страница за други значения на Торо.
То̀ро (на италиански: Toro, на местен диалект Tuorë, Туоръ) е село и община в Централна Италия, провинция Кампобасо, регион Молизе. Разположено е на 588 m надморска височина. Населението на общината е 1513 души (към 2010 г.).